# Nicolas Rouhier

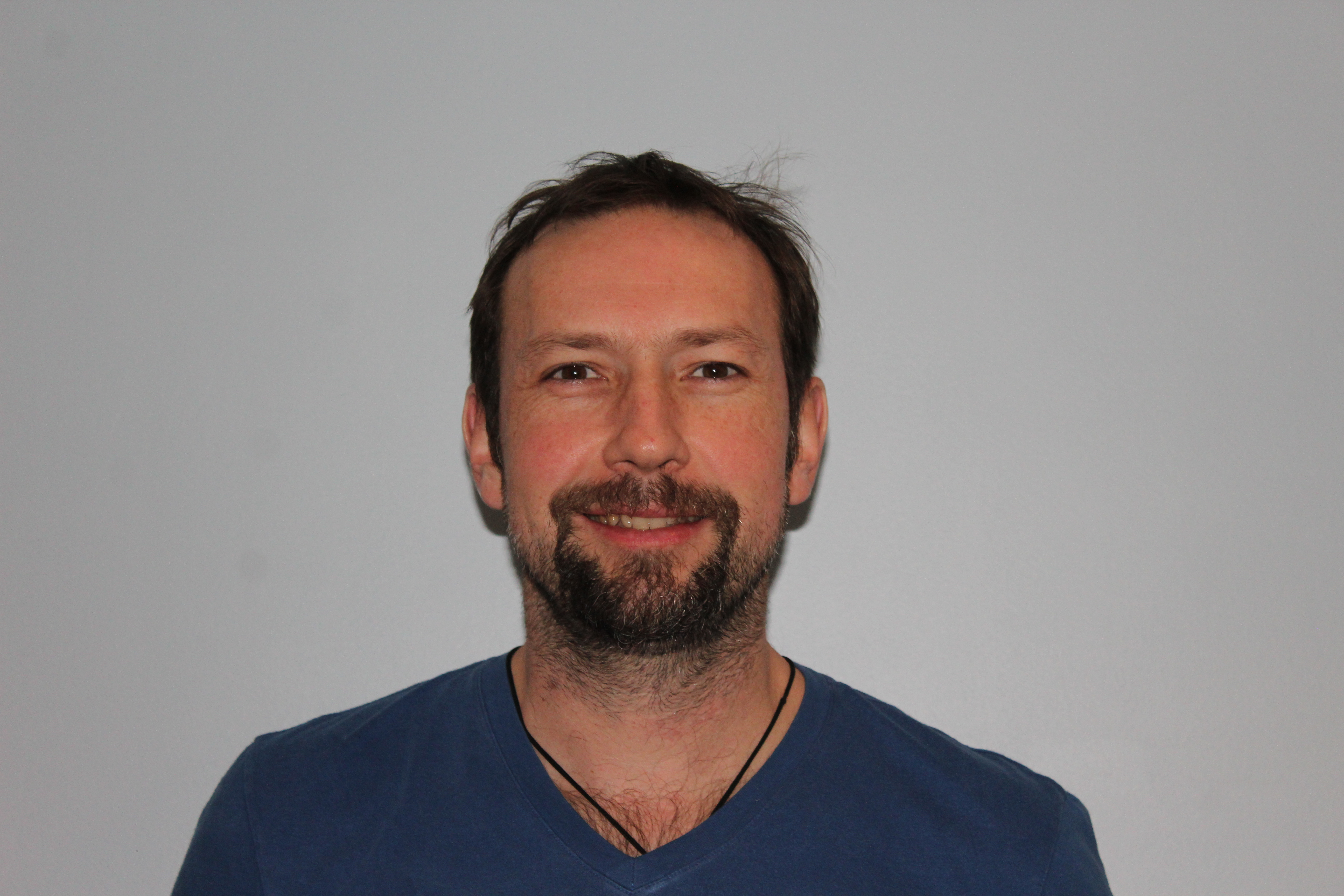

Nicolas Rouhier, né le 7 janvier 1978[réf. nécessaire] à Épinal, est un biologiste français. Professeur des universités depuis septembre 2011, il exerce à l'université de Lorraine, au sein du laboratoire Interactions arbres-microorganismes,.

## Biographie
Nicolas Rouhier obtient en 2000 son DEA de biologie végétale et forestière, puis, en 2003, son doctorat, sous la direction de Jean-Pierre Jacquot à l'université Henri Poincaré Nancy 1 en 2003.
Dans la foulée, il devient attaché temporaire d'enseignement et de recherche, à l'université Nancy-I (2003-2004), puis maître de conférences (2004-2011), période durant laquelle il obtient son habilitation à diriger des recherches, en 2007. De 2009 à 2014, il est membre junior de l'Institut universitaire de France. Il est nommé professeur en septembre 2011, et enseigne la physiologie, la biologie cellulaire, la génétique et la biochimie végétale de la 1re année de Licence jusqu’au Master. Il est à nouveau reçu à l'Institut universitaire de France en 2024, cette fois comme membre senior.
Entre 2020 et 2025, il est membre du bureau du groupement de recherche "Integrative Biology of CO2 Capture" (GDR2104 IBCO2), groupement scientifique mis en place à l'initiative du CNRS, du CEA et d'INRAe.

## Travaux
Les travaux de Nicolas Rouhier portent sur les mécanismes de modification post-traductionnelle des protéines en lien avec la régulation de la photosynthèse et le rôle des systèmes antioxydants dans la physiologie des plantes soumises à des contraintes environnementales. Ils visent aussi à décrire les mécanismes de maturation des protéines à centre fer-soufre chez les organismes photosynthétiques. Ses travaux, publiés dans les grandes revues scientifiques - Nature, Science ou les Mémoires de l’Académie des sciences des États-Unis -, ont généré de nombreuses citations. Au 11 juin 2025, Google Scholar signale 16782 citations, et Scopus 12292, pour un h-index de 67 (Google Scholar) ou 60 (Scopus).

## Distinctions
- Lauréat du Prix de la Chancellerie des Universités de Lorraine (2005)[3]
- Membre junior de l'Institut universitaire de France (2009-2014)[3]
- Prix Suzanne Zivi de l'Académie Stanislas (2011)[3]
- Prix Gay-Lussac Humboldt (2014) attribué par la fondation von Humboldt[5]
- Titulaire de la Chaire Francqui Internationale 2024-2025 à l'Université de Liège[6],[7]
- Membre senior de l'Institut universitaire de France (2024-2029)[8]